# Costa de' Nobili
Costa de' Nobili là một đô thị ở tỉnh Pavia trong vùng Lombardia của Ý, có cự ly khoảng 40 km về phía đông nam của Milan và khoảng 20 km về phía đông nam của Pavia. Tại thời điểm ngày 31 tháng 12 năm 2004, đô thị này có dân số 378 người và diện tích là 11,6 km².
Costa de' Nobili giáp các đô thị sau: Corteolona, Pieve Porto Morone, San Zenone al Po, Santa Cristina e Bissone, Spessa, Torre de' Negri, Zerbo.